# Time Cut
Pour plus de détails, voir Fiche technique et Distribution.
Time Cut est un film américain slasher de science-fiction réalisé par Hannah MacPherson et sorti en 2024.

## Synopsis
Sans le vouloir, Lucy, une ado de 2024, remonte le temps jusqu'en 2003, soit quelques jours avant le meurtre de sa sœur par un tueur masqué. Lorsqu'elle réalise qu'elle a changé d'année, une question éthique se pose alors à elle : peut-elle changer le passé sans détruire l'avenir ?

## Fiche technique
- Titre original et français : Time Cut
- Réalisation : Hannah MacPherson
- Scénario : Michael Kennedy
- Musique : Anna Drubich
- Société de distribution : Netflix
- Pays de production :  États-Unis
- Langue originale : anglais
- Format : couleur — 2,35:1 — son Dolby Digital
- Genre : comédie horrifique, science-fiction
- Durée : 92 minutes
- Dates de sortie :
  - États-Unis : 30 octobre 2024 (Fantastic Fest)
  - Monde : 30 octobre 2024 (sur Netflix)

## Distribution
- Madison Bailey (VF : Aurélie Konaté) : Lucy
- Antonia Gentry (VF : Camille Timmerman) : Summer « Summy »
- Michael Shanks (VF : Stefan Godin) : Gil
- Griffin Gluck (VF : Benjamin Bollen) : Quinn
- Samuel Braun (VF : Maxime Baudouin) : Ethan
- Megan Best (VF : Karl-Line Heller) : Emmy Golden
- Rachael Crawford (VF : Virginie Kartner) : Kendra
- Kataem O'Connor (VF : Bruno Méyère) : Brian
- Jordan Pettle (VF : Thierry Gondet) : M. Fleming

 Source et légende : version française (VF) sur RS Doublage et selon le carton du doublage français à la fin du film.